# 孙卜菁
孙卜菁（1913年7月—1997年3月12日），原名孙衍，字以素，男，出生于江苏南通，中华人民共和国地方官员。
1933年，孙卜菁参加中国共青团。1937年抗日战争全面爆发后，离开上海，加入东北军111师抗日义勇宣传队、战地服务团，后参加中国共产党领导下的抗日活动。1941年秋，任苏中四分区通州师范教师。1943年加入中国共产党。历任南通縣余东区长、县抗日民政府秘书、副县长、县委常委、抗日民主政府代县长（1943年11月至12月:770）、民主政府县长（1945年9月至1946年9月:772）、九分区军政干校副书记、教育长、县警卫团副政委、县工委书记兼政委、支队长。
中华人民共和国建立后，曾任南通市人民委员会市长，南京药学院院长、党委书记，南京工学院党委副书记兼副院长。